# Zöblitz

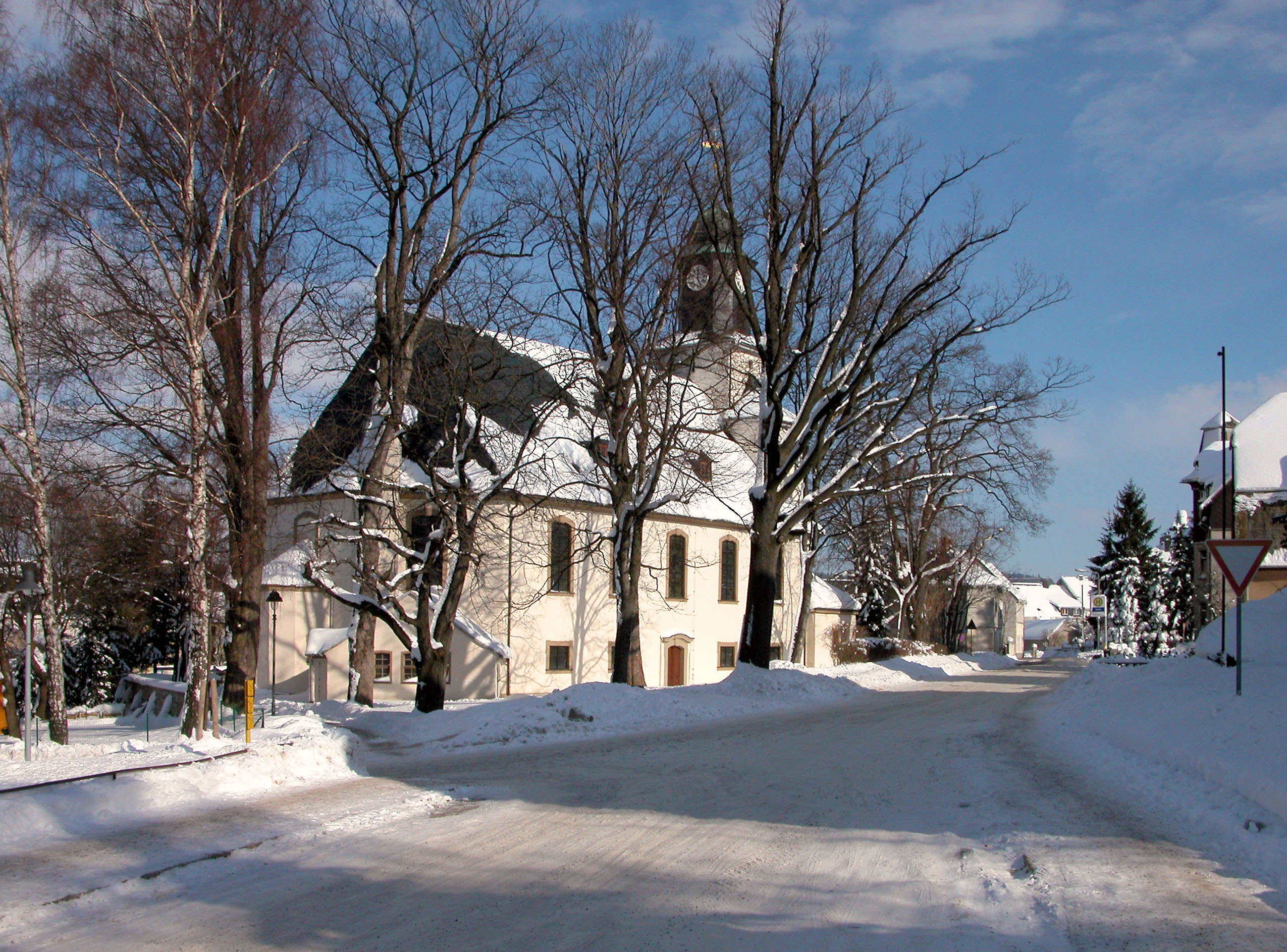
Zöblitz, Stadtkirche

Die Serpentinsteinstadt Zöblitz ist ein Ortsteil der Großen Kreisstadt Marienberg im sächsischen Erzgebirgskreis (Deutschland). Der 1323 ersterwähnte Ort war bis zum 30. Dezember 2012 eine eigenständige Stadt mit vier Stadtteilen und etwa 3000 Einwohnern.

## Geografie

### Geografische Lage
Zöblitz befindet sich etwa 5 km östlich von Marienberg, 5 km südlich von Pockau-Lengefeld (Ortsteil Pockau) und 7 km westlich von Olbernhau entfernt. Die Stadt liegt auf eine Hochebene und fällt in westlicher Richtung zur Schwarzen Pockau erst leicht und dann steil ab. Im Norden und im Süden ist Zöblitz von Anhöhen umgeben, wie dem Burgberg, dem Bahnhofsberg, der Paulihöhe, der Annahöhe und der Morgensternhöhe. Richtung Nordosten befindet sich die Ansprunger Hochfläche mit den Serpentinsteinbrüchen.

### Nachbarorte
| Niederlauterstein | Pockau                                      | Sorgau    |
| Marienberg        | Kompassrose, die auf Nachbargemeinden zeigt | Olbernhau |
| Hüttengrund       | Pobershau                                   | Ansprung  |

### Stadtgliederung
Die Stadt Zöblitz bestand bis zu ihrer Auflösung aus:
- Zöblitz
- Ansprung
- Grundau
- Sorgau

### Klima
Der Ort befindet sich in der gemäßigten Klimazone. Die Jahresmitteltemperatur liegt wegen der Höhenlage bei 5,5–6,0 °C. Der Jahresdurchschnitt des Niederschlages liegt bei 951 mm (gemessen an der Meteorologischen Station Forstamtsgarten im Zeitraum von 60 Jahren). Eine weitere Besonderheit des Zöblitzer Klimas stellt der Wind dar. Dieser stammt aus Südwest bis West und kann teilweise in Böen ausfallen.

## Geschichte

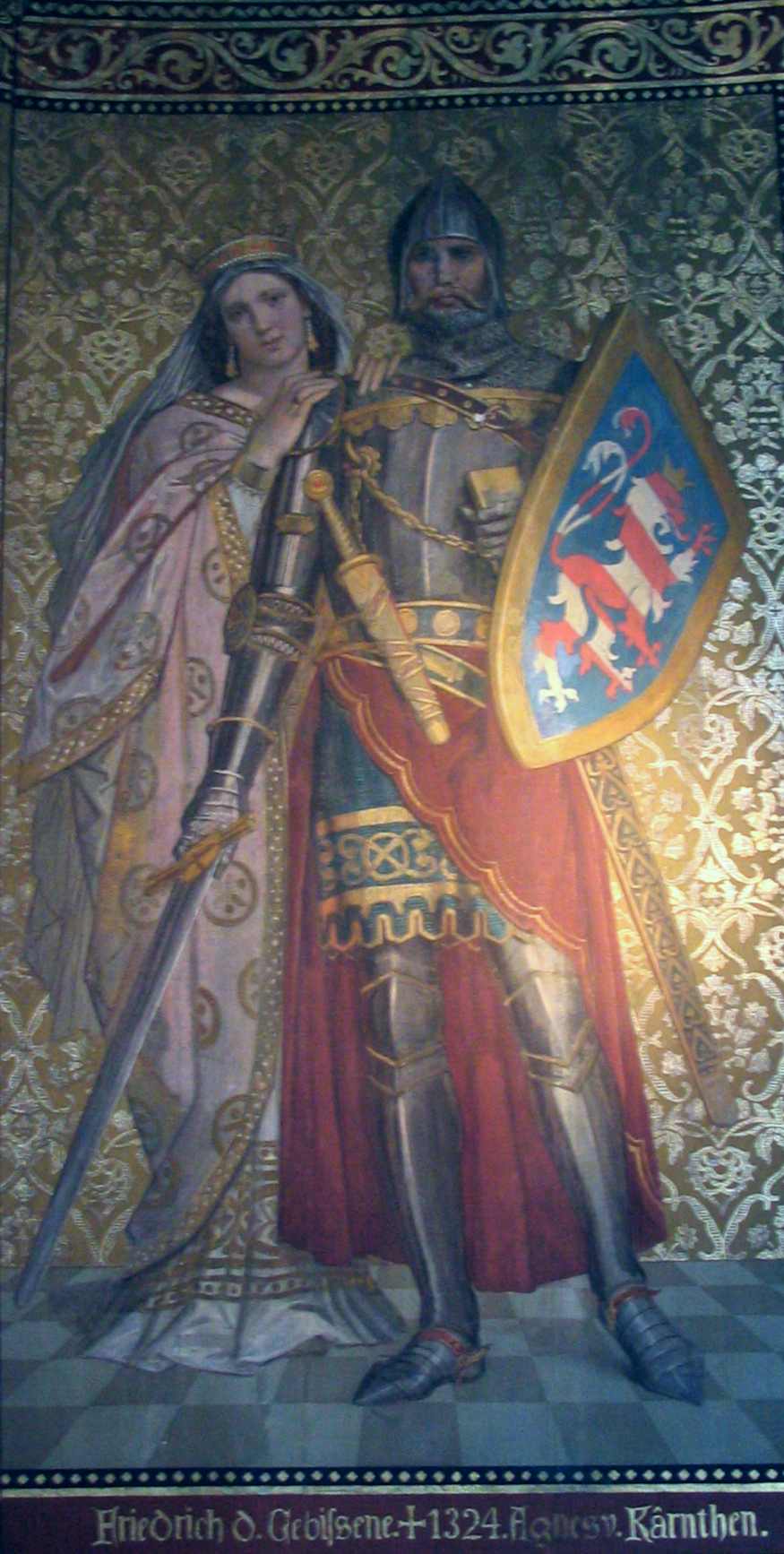
Friedrich der Freidige

### Gründung und erste urkundliche Erwähnung
Die Stadt ist eine der ältesten Siedlungsstätten des mittleren und oberen Erzgebirges. Ihre genaue Gründung ist allerdings noch nicht genau geklärt und lässt deshalb Freiraum für Spekulationen. Momentan gibt es 2 Theorien: Die erste Theorie besagt, dass Zöblitz slawischen Ursprungs ist und etwa im 10. Jahrhundert gegründet wurde. Auslöser für die Gründung im damaligen Dunkelwald Miriquidi könnte gewesen sein, dass die Slawen durch die Vertreibung ihres ursprünglichen Siedlungsgebietes im Rahmen der deutschen Ostbesiedlung vertrieben wurden und deshalb neue Gebiete besiedelt mussten. So könnte Zöblitz als damaligen Weiler erbaut worden sein. Gestützt wird diese Theorie durch slawische Bezeichnungen in unmittelbarer Nähe, wie zum Beispiel die Bezeichnung der Stadt Zöblitz selbst oder den in der Nähe vorbeifließende Bach Knesenbach. In der zweiten Theorie geht man davon aus, dass Zöblitz von Heinrich II. 1004 gegründet wurde. Dieser zog damals in seinem ersten Feldzug gegen Bolesław I Chrobry nach Böhmen, um die Stadt Saaz zu erobern. Dabei kam er über das Erzgebirge und es ist wahrscheinlich, dass er schon damals den als Alten Böhmischen Steig bezeichneten Weg benutzte und auf der Zöblitzer Hochebene sein Lager aufschlug. Für beide Theorien gibt es jedoch keine eindeutigen Quellen.
Sicher ist, dass Zöblitz 1323 erstmals in einer Urkunde erwähnt wurde. In dieser belehnt Markgraf Friedrich der Freidige von Meißen den Burggrafen Albrecht von Altenburg und Otto von Leisnig mit der Burg Lauterstein und dem „stetechen zcobelin mit dem zcolle“. Dies gilt gleichzeitig als erste Stadtnennung und in der Erwähnung wird deutlich, dass Zöblitz damals als Grenzstädtchen im Pleißenland und später in der Markgrafschaft Meißen an Bedeutung gewonnen hatte und man an der Stelle Wegzoll bezahlen musste.
Zudem befinden sich in der unmittelbaren Umgebung viele zahlreiche archäologisch nachgewiesene Objekte. So zum Beispiel die ca. 1150 erbaute Burg Nidberg auf dem Löwenkopffelsen oder die im Tal gegenüberliegende aufgegebene Bergbausiedlung Schwedengraben. Diese gilt unter den Historikern als Vorläufer der Stadt Zöblitz und bildete mit der Burg ein Burg-Siedlungskomplex.

### Aufschwung und Entwicklung der Serpentinsteinverarbeitung

Älteste Ortsansicht von Wilhelm Dilich aus dem Jahr 1629

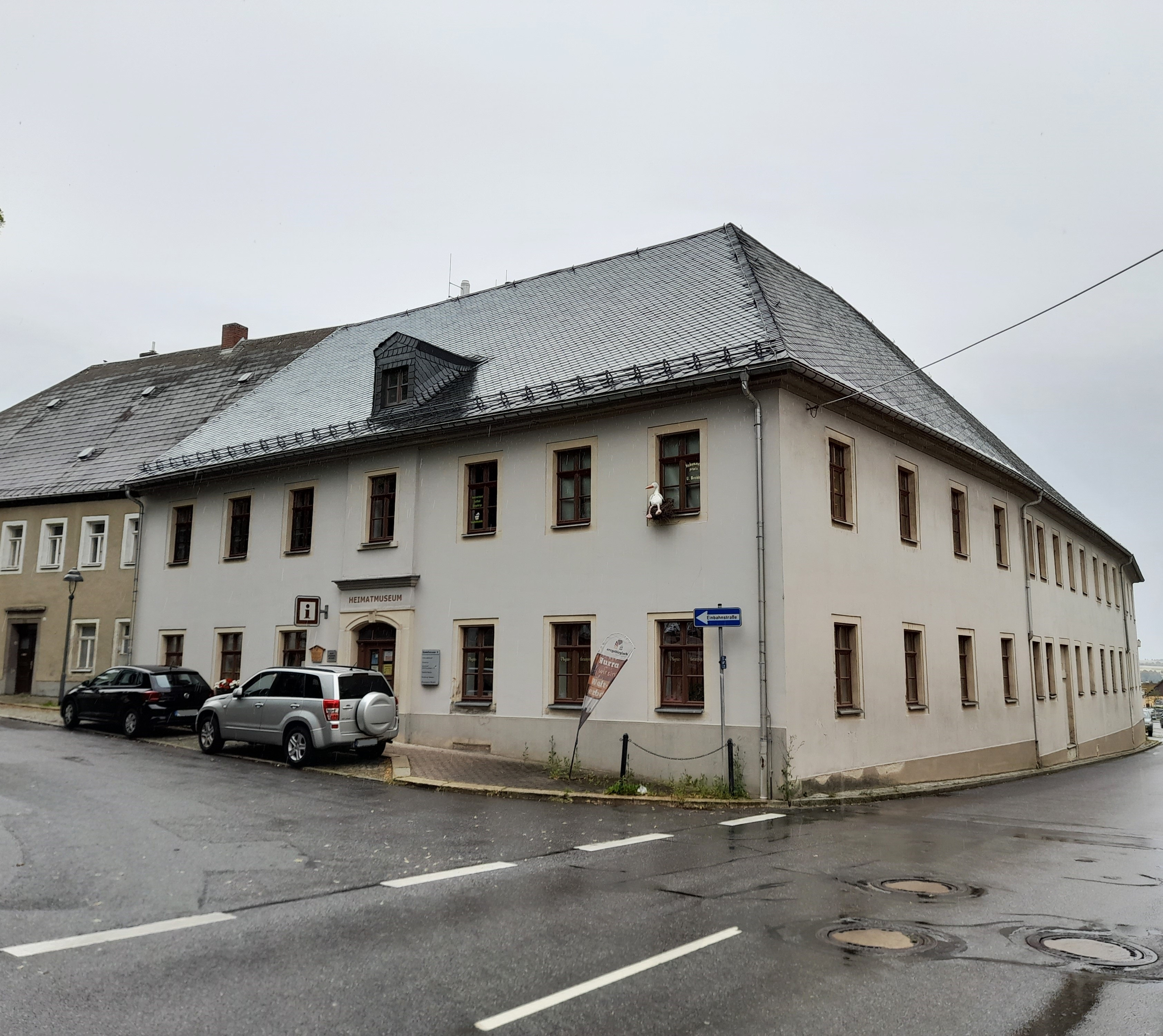
Serpentinsteinmuseum Zöblitz im ehemaligen Bergamt bzw. Amtsgericht

Im Jahr 1488 wurde Zöblitz als Bergstadt bezeichnet und im gleichen Jahr wurde eine Kirche, wahrscheinlich eine Wehrkirche, im spätgotischen Stil errichtet.
Für die Anfänge der Verarbeitung des „Serpentinsteins“ zwischen Zöblitz und Arnsprung existieren verschiedene volkstümliche Schilderungen. Dazu gehört die Erzählung, dass ein Ziegehirte um 1500 mit dem Messer schnitzbare Steinstücke durch Zufall in der Gegend um Zöblitz aufgefunden haben soll.
Die älteste erhaltene Erwähnung von der Verarbeitung des Gesteins findet sich im 1546 erschienenen Werk Agricolas De natura fossilium und erwähnt die Verarbeitung in Zöblitz. In dieser Zeit war der Zöblitzer Serpentin bereits außerhalb von Sachsen bekannt, Gerolamo Cardano vermerkt 1556 ihn als Marmor zeblicius, was darauf schließen lässt, dass die Anfänge der Verarbeitung weiter zurück lagen. Aus einer von 1665 stammenden und nicht mehr erhaltenen Urkunde überlieferte Julius Schmidt im 19. Jahrhundert eine Textpassage, wonach der ehemalige Bergmeister von Zöblitz, Christoph Illgen (verstorben 1482) eine Dienstjungen mit dem Namen Matz Brinnel beschäftigt hatte. Der zitierten Textstelle nach hat dieser die „Serpentin Arbeit auch etwas begriffen und derselbigen bey seinen gantzen Leben sich damit genehret“. Etwa 100 Jahre nach Entstehung der Urkunde hatte ein Ortschronist unter Bezug auf diese Urkunde über den Beginn der Verarbeitung eine abweichende Darstellung berichtet, die von späteren Autoren aufgegriffen und weiter ausgeschmückt zur Anekdotenbildung beitrug.
1531 wird Zöblitz Unterbergamt von Freiberg. Mit der Reformation 1539 blieb der Ort eigenständige Parochie. Durch das Wirken des Schweizer Architekten und Bildhauers Giovanni Maria Nosseni nahm ab 1575 die Serpentinsteinverarbeitung einen Aufschwung. 1613 wurde die einzige Serpentinsteindrechsler-Innung der Welt gegründet. Der Zöblitzer Serpentinit wurde weltweit bekannt und kam u. a. in der Semperoper, Dresdner Hofkirche und im Grünen Gewölbe zur Anwendung. Außerdem unterstand dem Kurfürsten das Privileg auf seltene rote Stücke des ansonsten überwiegend schwarzen oder dunkelgrünen Gesteins.
1728/1729 wurde eine neue Kirche im Barockstil errichtet, den Bau leitete Johann Christian Simon. In der Kirche befinden sich u. a. ein gedrechselter Taufstein aus dem Serpentinit, der 1613/1614 geschaffen wurde, der 1732 entworfene Kanzelaltar von Simon sowie die 1742 eingebaute berühmte Orgel von Gottfried Silbermann.
Zöblitz war von 1639 bis 1856 Sitz des Amtes Lauterstein.

### Neuzeit und Industrialisierung

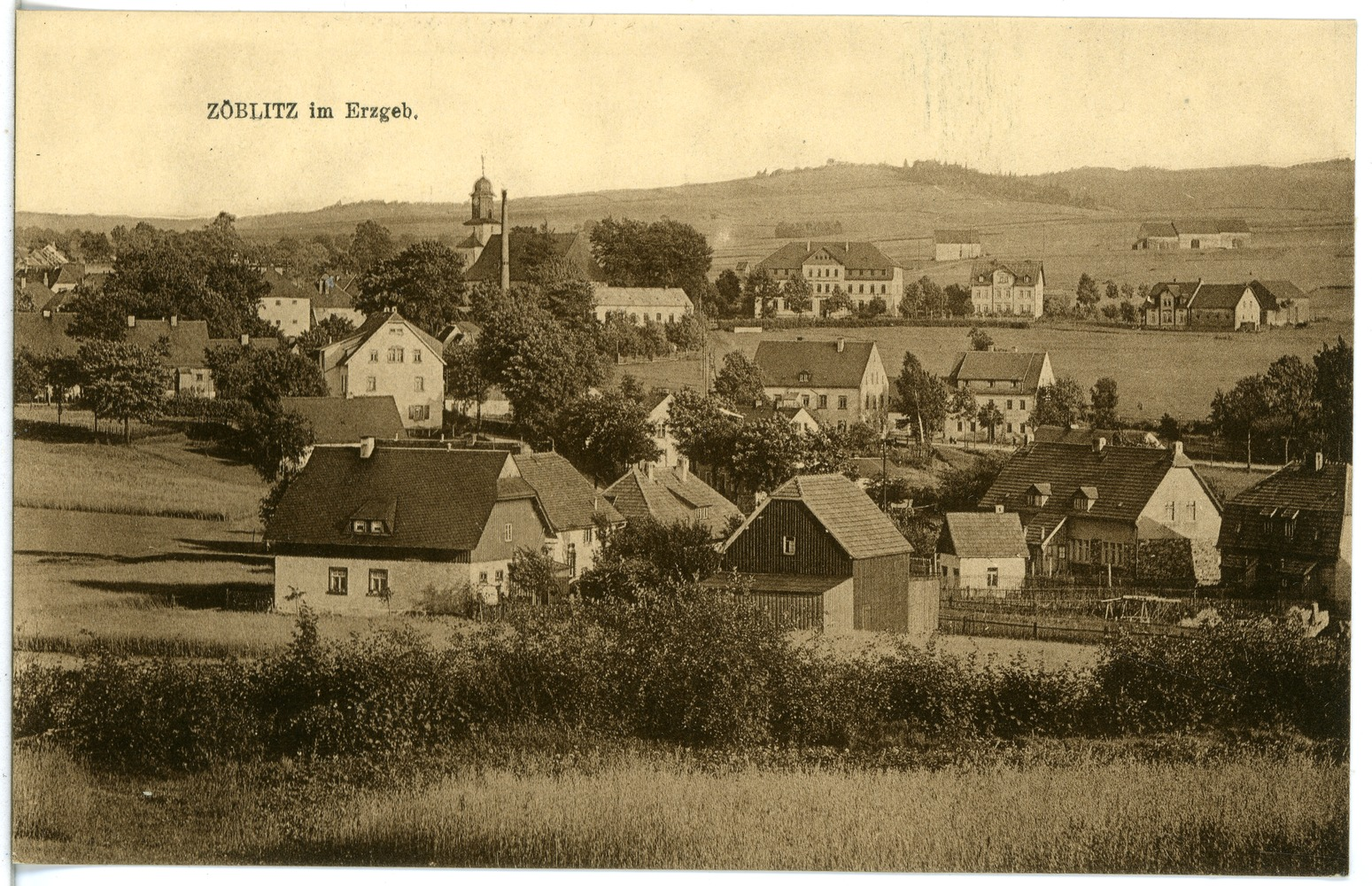
Ansichtskarte mit Blick auf den Ort (1918)

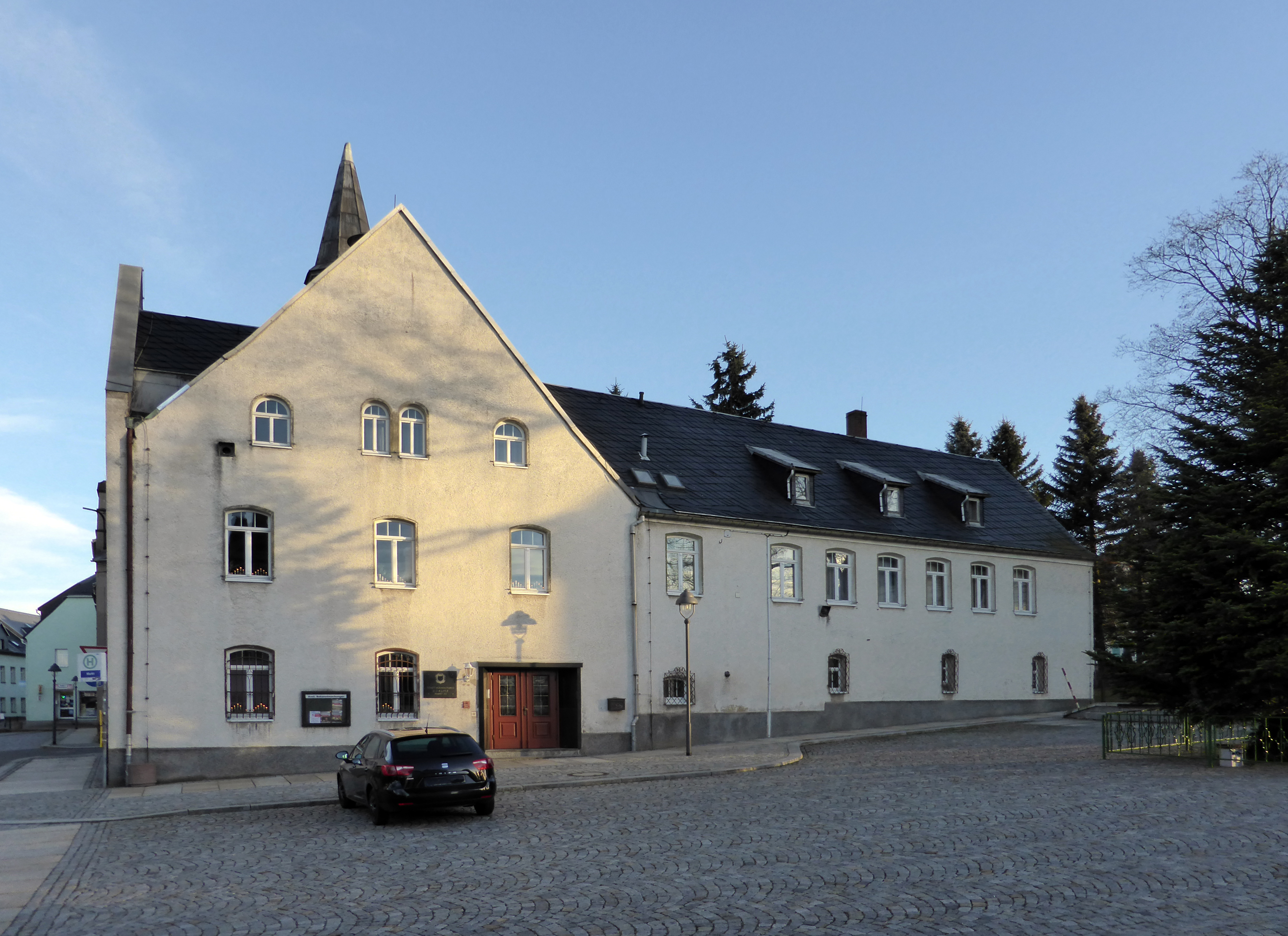
Altes Rathaus (Am Marktplatz 23)

Am 23. August 1813 hielten Alexander I. von Russland, Fürst Schwarzenberg, Fürst Repnin-Wolkonski und Fürst Metternich Kriegsrat in Zöblitz. Anlass der Zusammenkunft war die Planung des weiteren Vorgehens gegen Napoleon Bonaparte während der Befreiungskriege, vor der Völkerschlacht bei Leipzig. In dieser Zeit musste die Zöblitzer Bevölkerung mehr als 30.000 Soldaten und 6.000 Pferde versorgen, die um die Stadt lagerten. Die Lebensmittelabgaben hielten noch bis Mitte Oktober 1813 an.
1834 hatte die Stadt erstmals einen Bürgermeister. 1861 wurde die Städtische Sparkasse und Stadtbank Zöblitz gegründet. Ab 1865 begann die Blechwarenherstellung durch Carl Wagner aus Grünhainichen. Die Freiwillige Feuerwehr wurde 1870 gegründet. Mit Eröffnung der Bahnstrecke Reitzenhain–Flöha am 24. Mai 1875 erhielt Zöblitz durch die etwa 1,5 Kilometer westlich des Stadtzentrums, im Tal der Schwarzen Pockau gelegene gleichnamige Station (ab 14. November 1914 „Zöblitz-Pobershau“) einen Eisenbahnanschluss. Die Fertigstellung der Hochdruckwasserleitung erfolgte 1893. Das Rathaus wurde 1907 errichtet und am 30. Juni 1909 besuchte der sächsische König Friedrich August III. die Serpentinsteinwerke. 1911 wurde die Stadt ans Elektrizitätsnetz angeschlossen.
Seit den 1930er-Jahren war die in Zöblitz ansässige Firma ERMETO der einzige Hersteller in Deutschland von Verbindungsteilen für die Hochdruck-Ölhydraulik. Der Hersteller ERMETO wurde zu Beginn der 70er-Jahre verstaatlicht und die Fertigung von Hydraulikelementen wurde in der DDR-Zeit unter dem Namen ESKA weitergeführt. Auch nach der Wende werden in einem privatisierten Unternehmen in Zöblitz weiter derartige Hochdruckteile hergestellt.

### Weltkriege und deutsche Teilung
Im Ersten Weltkrieg fielen 62 Zöblitzer.
1921 kam der Gutsbezirk Schlossmühle zu Niederlauterstein.
1926 wurde ein Schwimmbad errichtet, die Gasversorgung wurde 1903 weiter ausgebaut. 1938 wurde im Rahmen der Ausweisung des Schwarzwassertales als Landschaftsschutzgebiet der öffentliche Verkehr auf der Talstraße gesperrt.
1940 erfolgte die Einrichtung einer Kindertagesstätte. Im Februar 1942 wurden die Kirchenglocken zu Kriegszwecken abgeholt. Am 16. April 1945 um 08.15 Uhr kam es zu einem Tieffliegerangriff auf den Bahnhof Zöblitz-Pobershau. Acht Menschen starben und 72 wurden verletzt. Im Zweiten Weltkrieg kamen 118 Zöblitzer ums Leben; etwa 20 werden seither vermisst.

### Zeit im wiedervereinigten Deutschland

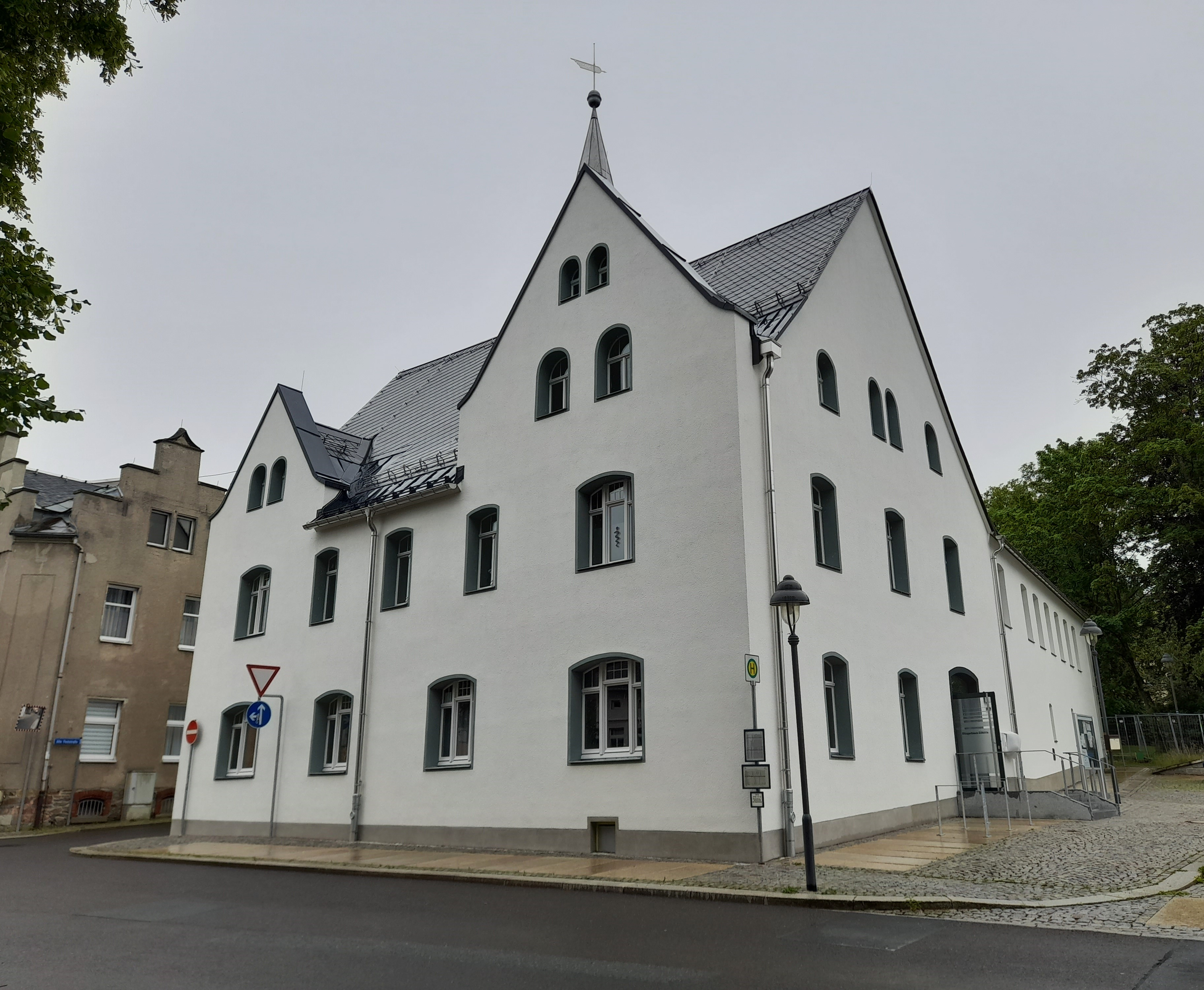
Altes Rathaus Zöblitz nach der Sanierung

Am 1. Januar 1999 wurde Ansprung mit Sorgau und Grundau eingemeindet. Im neuen Jahrtausend ist Zöblitz von vielen demografischen Veränderungen, aber auch von Neuinvestitionen betroffen. So wurde 2006 die Mittelschule im Ort aufgelöst und damit mussten die Schüler nach Marienberg oder Olbernhau ausweichen. 2009 wurde der Markt in Zöblitz neu gestaltet und am 8. und 9. Mai 2010 fand das Marktfest und damit die Einweihung statt. 2011 wurde das ehemalige Restaurant Stadt Wien abgerissen. Schließlich erfolgte die Eingliederung in die Nachbarstadt Marienberg zum 31. Dezember 2012. Letzter Bürgermeister war Dietmar Georgi (FDP). Grund für die Eingemeindung war die Kostenreduzierung in der Verwaltung, nach der Forderung des Landes Sachsen (Landkommunen sollen bis 2025 mindestens 5000 Einwohner haben), und die daraus resultierende Belohnung, die zum Erhalt der Grundschule dienen soll. Die Grundschule wurde darauf grundhaft saniert und man entschied sich für einen Neubau und damit für den Abriss des Altbaus. So wurde vom 1. Juni bis 18. August 2013 unter großen Protesten der Zöblitzer Bevölkerung das 1883 erbaute Schulgebäude in Zöblitz abgerissen. Am 11. Juli 2014 fand die Einweihung des Neubaus und die Namensweihe der Serpentinstein Grundschule unter dem damaligen Staatsminister für Umwelt und Landwirtschaft Frank Kupfer und dem Landrat Frank Vogel statt. 2015 wurde der Park im Stadtkern umgestaltet.

### Einwohnerentwicklung
Folgende Einwohnerzahlen beziehen sich auf den 31. Dezember des voranstehenden Jahres mit Gebietsstand Januar 2007, von 2007 bis 2013 auf den Sommer, also Juni bis August. Ab 2014 wird Zöblitz ohne seine ehemaligen Ortsteile erfasst:  Quelle: Statistisches Landesamt des Freistaates Sachsen, Einwohnermeldeamt Zöblitz/Marienberg
| 1982 bis 1988 - 1982 – 3897 - 1983 – 3871 - 1984 – 3857 - 1985 – 3823 - 1986 – 3780 - 1987 – 3795 - 1988 – 3752 | 1989 bis 1995 - 1989 – 3680 - 1990 – 3640 - 1991 – 3559 - 1992 – 3575 - 1993 – 3543 - 1994 – 3510 - 1995 – 3516 | 1996 bis 2002 - 1996 – 3438 - 1997 – 3415 - 1998 – 3388 - 1999 – 3362 - 2000 – 3316 - 2001 – 3232 - 2002 – 3199 | 2003 bis 2009 - 2003 – 3167 - 2004 – 3167 - 2005 – 3016 - 2006 – 3016 - 2007 – 3016 - 2008 – 2995 - 2009 – 2918 | 2010 bis 2016 - 2010 – 2878 - 2011 – 2846 - 2012 – 2810 - 2013 – 2760 - 2014 – 1766 - 2015 – 1758 - 2016 – 1757 | ab 2018 - 2018 – 1724 - 2021 – 1681 |

## Politik
Bürgermeister
- 1990 bis 2012: Dietmar Georgi

## Kultur und Sehenswürdigkeiten

### Kirche

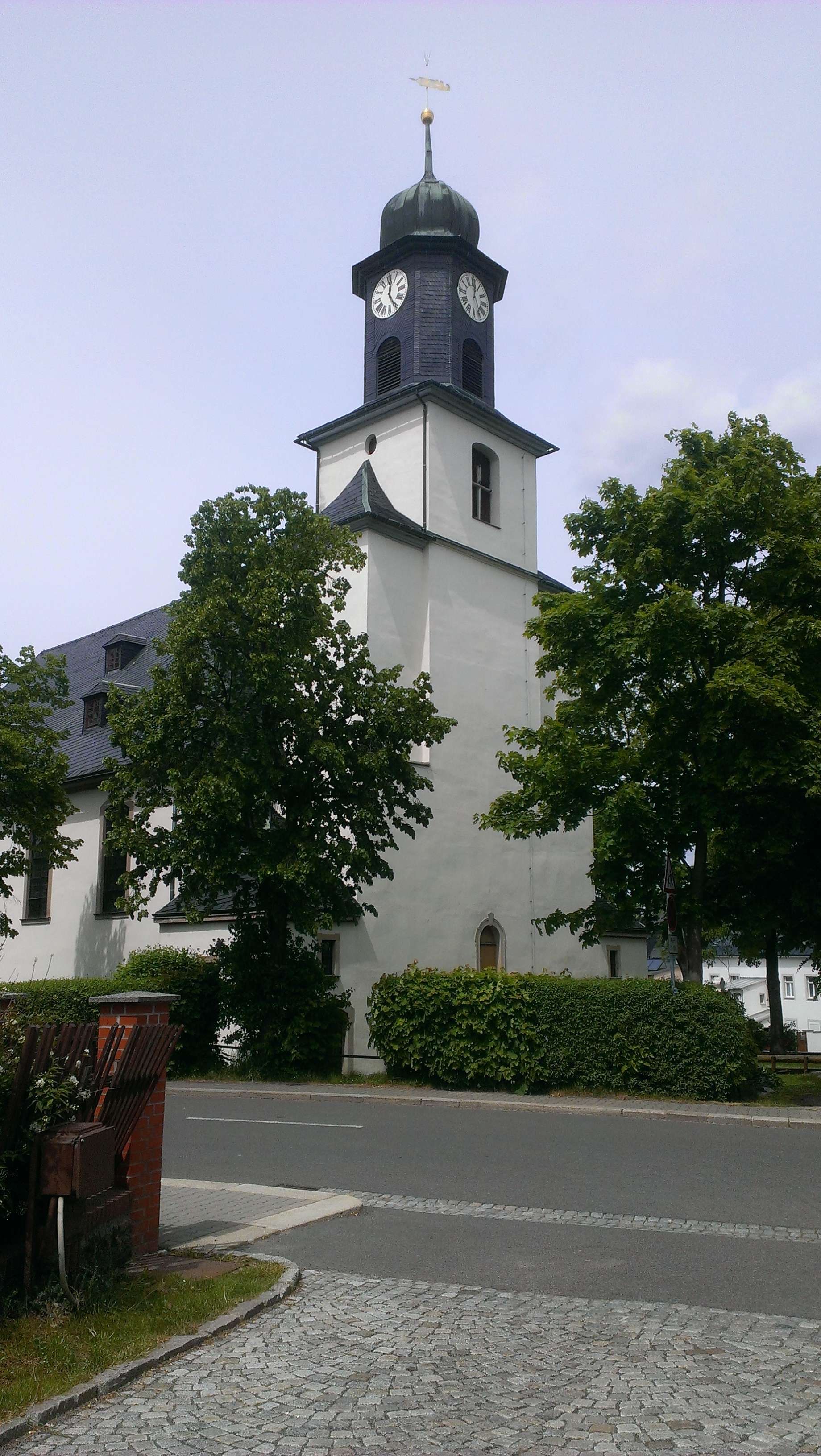
Stadtkirche Zöblitz

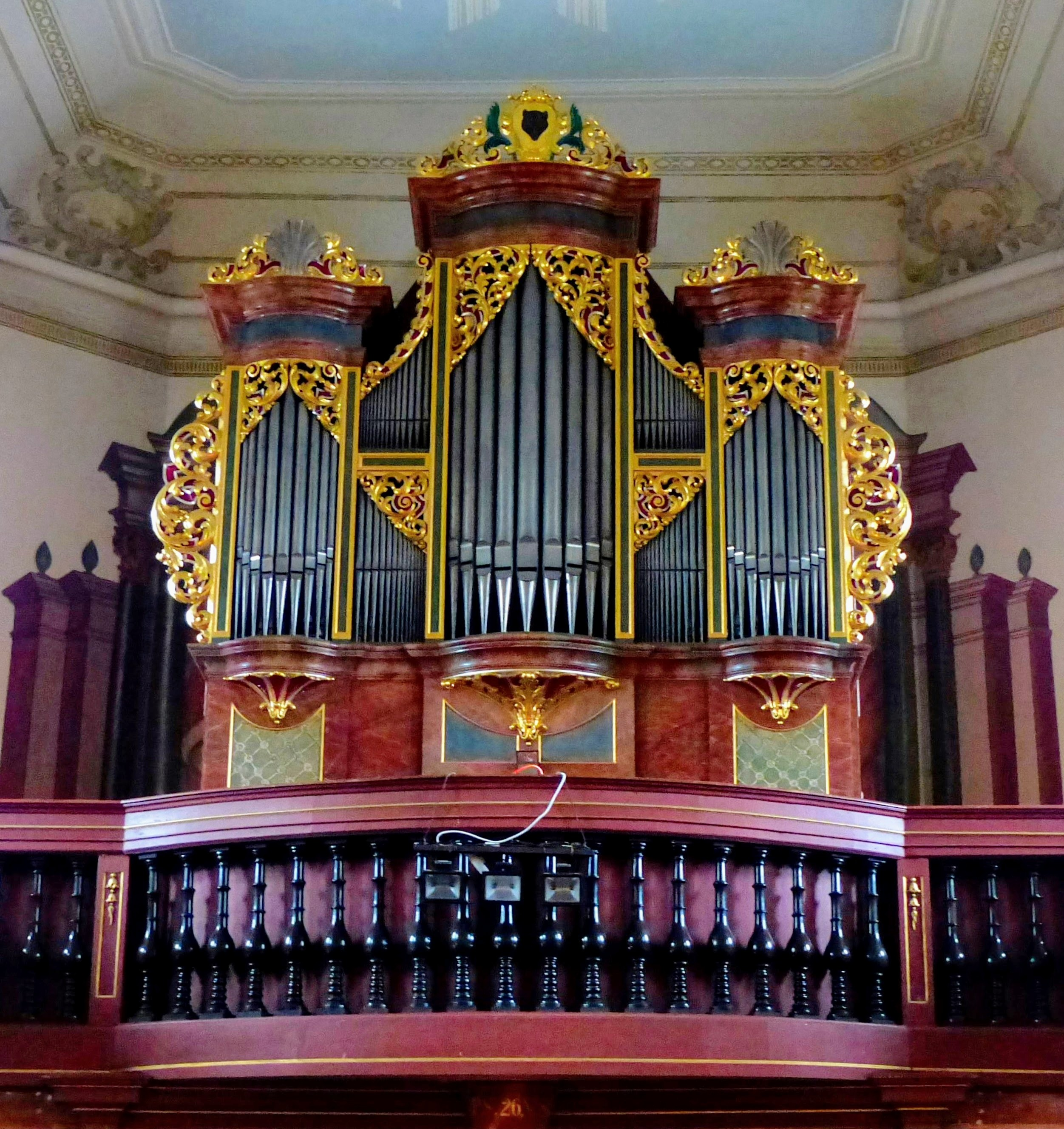
Silbermannorgel

Die Stadtkirche Zöblitz wurde 1488 als spätgotische Kirche errichtet. In den Jahren 1728/1729 entschloss man sich eine neue und größere Kirche im Barockstil zu errichten. Besonders kostbar ist die gut erhaltene Orgel von Gottfried Silbermann aus dem Jahre 1742.

### Museen und sonstige Einrichtungen

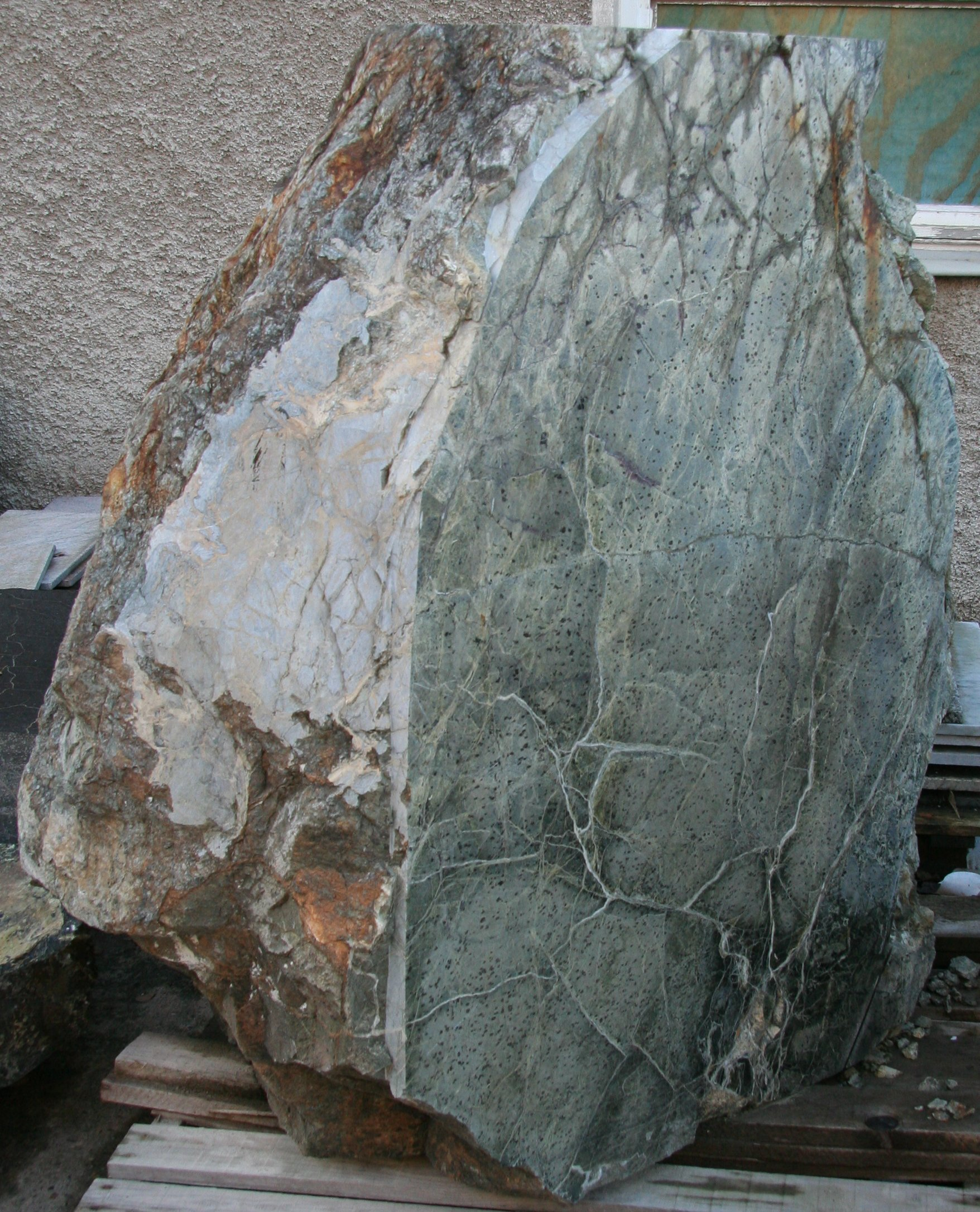
Block aus Zöblitzer Serpentinit mit einer gesägten und polierten Seitenfläche

- Serpentinstein-Museum (Serpentinit: Arten, Bildung, Gewinnung, Verwendung, Verarbeitung, Produkte und archäologische Funde der Burg Nidberg)
- Erste Bergbauagentur des Erzgebirges Berggeschrey Richter in der Freiberger Straße (Besucherbergwerk, Veranstaltungen in der Kaue)

### Denkmale
- Stein auf dem Marktplatz erinnert an den Frieden von 1871
- „Einheitsobelisk“, früher auch „Siegesdenkmal“, auf dem Marktplatz (Park) zu Ehren des 25-jährigen Jubiläums der Gründung des deutschen Kaiserreiches (Einweihung 1896)
- Steinkreuz auf dem Friedhof erinnert an die Gefallenen in beiden Weltkriegen
- Denkmal mit Namenstafeln der Gefallenen von Zöblitz, Ansprung und Umgebung auf der Morgensternhöhe
- Gedenkstein am Eingang des Waldstückes Am Burgberg für den Forstmeister Hermann Graser (1866–1955)[10][11]

### Glaubensgemeinschaften, Vereine und Klubs
- Ev.-Luth. Kirchgemeinde Zöblitz[12][13]
- Förderverein zur Restaurierung und Pflege der Stadtkirche Zöblitz e. V.[12][14]
- Verein zur Förderung der Kultur und der Serpentinsteintradition e. V.[12]
- Verein für Bewegungsspiele 07 Zöblitz-Pobershau e. V. (VfB Zöblitz)[12][15]
- Ring- und Turnverein Zöblitz e. V. (RTV Zöblitz)[12][16]
- Kegelsportgemeinschaft Zöblitz e. V.[12]
- Zöblitzer Schießgesellschaft 1886 e. V.[12]
- Gartenverein „Sonnenschein“ e. V.[12]
- Gartenverein „Waldesruh“ e. V.[12]
- Kleintierzüchterverein Zöblitz[12]
- Hardangergruppe[12]
- Schnitzergruppe Zöblitz[17]
- Skatclub „Teutonia“[12]
- Jugendklub Zöblitz[12]
- Motorradfreunde Ansprung/Erzgebirge e. V. im ADMV[12]
- Klöppelgruppe Ansprung[12]
- Erzgebirgszweigverein Ansprung / Sorgau[12]
- SG Sorgau e. V. (Sektionen: Billard, Tischtennis und Gymnastik)[12]
- Jugendklub Sorgau[12]

## Infrastruktur und Verkehr
Die Bahnstation liegt an der Strecke Reitzenhain–Flöha. Seit dem 15. Dezember 2013 ist der planmäßige Schienenpersonenverkehr auf dem Abschnitt Pockau-Lengefeld–Marienberg eingestellt; somit wird auch Zöblitz-Pobershau nicht mehr bedient.
Durch Zöblitz führt die Bundesstraße 171 und damit auch die Silberstraße sowie die Deutsche Alleenstraße.

## Persönlichkeiten

### Söhne und Töchter des Ortes
- Daniel Hänichen (1566–1619), Lehrer und Theologe
- Johann Ludwig Valerian Fischer (1693 – nach 1762), Bergbeamter
- Johann Andreas Schmid (vor 1713–1749), Fechtmeister
- Christian Gottfried Müller (1747–1819), klassischer Philologe, Bibliothekar und Pädagoge
- Karl Moritz Kersten (1803–1850), Chemiker und Hochschullehrer
- Walter Hennig (1903–1965), Kirchenmusiker und Komponist
- Heinz R. Uhlemann (1903–2000), Kunsthistoriker
- Wolfram Böhme (1937–2011), Lyriker und erzgebirgischer Mundartdichter

### Persönlichkeiten, die vor Ort gewirkt haben
- Wilhelm Steinbach (1691–1752), Pfarrer und Chronist
- Carl Wilhelm Hering (1790–1871), Pfarrer und Chronist
- Max Wappler (1860–1932), Schuldirektor und Vorsitzenden des Erzgebirgszweigvereins Zöblitz
- Richard Meier (1888–1964), Volkskünstler, lebte in Zöblitz